# Трансляція (кристалографія)
Трансляція (англ. translation, нім. Translation f) – у кристалографії: 
- 1. Симетричні перетворення, які полягають у поступальному переміщенні (перенесенні) фігури паралельно самій собі. Елементом симетрії, що характеризує таке перетворення, є вісь або вектор трансляції. Величина найменшого перенесення вздовж цієї осі, що приводить фігуру в суміщення самій з собою, називається кроком трансляції (перенесення), чи періодом трансляції. Трансляції мають місце лише в нескінченних фігурах. У кристалічних структурах завжди присутні сукупності Т., відповідні ґраткам Браве.
- 2. Трансляція – найкоротша відстань між однаковими вузлами кристалічної ґратки. Також вживаються терміни період ідентичності, період трансляції або параметр ряду.